# بهموارام
بهموارام (به انگلیسی: Bhimavaram) یک منطقهٔ مسکونی در هند است که در Bhimavaram mandal واقع شده‌است. بهموارام ۲۵٫۶۴ کیلومتر مربع مساحت و ۱۴۲٬۱۸۵ نفر جمعیت دارد و ۷ متر بالاتر از سطح دریا واقع شده‌است.